# خار تيدو (بجستان)
خار تیدو (بالفارسية: خارتیدو) هي قرية تقع في إيران في قسم بجستان الريفي.